# Satisfaction (canção de Benny Benassi)
"Satisfaction" é uma canção do DJ e produtor italiano Benny Benassi, escrita por Alle Benassi e produzida pelo próprio Benny, em 2003. A música é faixa pertencente ao álbum Hypnotica, e lhe rendeu sucesso absoluto nas casas noturnas de todo o mundo, sendo um marco na música dos anos 2000. O videoclipe pode ser encontrado em duas versões.
Versão 1: A primeira versão do videoclipe da música Satisfaction apresenta Benny Benassi (em cima, à esquerda do vídeo), acompanhado de Alle Benassi (em cima, à direita do vídeo), Paul French (em baixo, à esquerda) e Violeta (em baixo, à direita), em pé, movimentando-se bem lentamente em um estúdio com um fundo de tom alaranjado. No decorrer do clipe, aparecem muitos gráficos e efeitos visuais de forma aleatória - efeitos produzidos pela Kalimera. Uma observação bem clara é que segundos antes de o clipe terminar, aparece no canto inferior, à direita do vídeo, duas pequenas e rápidas publicações: www.bennybenassi.com (site oficial de Benny Benassi) e directed by Kalimera (dirigido por Kalimera, em português). Porém o vídeo musical não foi oficialmente dirigido pela então companhia Kalimera, e sim pelo italiano Mauro Vecchi, que foi o "cabeça" na direção do vídeo, pois a Kalimera produziu apenas os gráficos e as animações.
Versão 2: Dirigida por Dougal Wilson, em parceria com a Colonel Blimp - companhia de produção inglesa -, a segunda versão do clipe da música Satisfaction apresenta quatro mulheres atraentes e sensuais usando trajes sumários em construção e manuseando - de forma insinuante, explícita e sexual - ferramentas comumente usadas para construção. As mulheres apresentas no videoclipe são as modelos Jerri Byrne, Thekla Roth, Natasha Mealey e Lena Frank.

## Versões
| #   | Título                                           | Duração |
| --- | ------------------------------------------------ | ------- |
| 1.  | "Satisfaction (Radio Edit)"                      | 3:19    |
| 2.  | "Satisfaction (Isak Original)"                   | 6:39    |
| 3.  | "Satisfaction (Voltaxx Radio Edit)"              | 3:42    |
| 4.  | "Satisfaction (Greece Dub)"                      | 6:40    |
| 5.  | "Satisfaction (Robbie Rivera Remix)"             | 7:51    |
| 6.  | "Satisfaction (Steve Murano Remix)"              | 8:24    |
| 7.  | "Satisfaction (Voltaxx Remix)"                   | 5:43    |
| 8.  | "Satisfaction (DJ I.C.O.N. Remix)"               | 5:29    |
| 9.  | "Satisfaction (B-Deep Remix)"                    | 6:28    |
| 10. | "Satisfaction (Isak Original Instrumental)"      | 6:39    |
| 11. | "Satisfaction (Greece Dub Instrumental)"         | 6:40    |
| 12. | "Satisfaction (Isak Original Edit)"              | 4:06    |
| 13. | "Satisfaction (Shifta Remix)"                    | 4:33    |
| 14. | "Satisfaction (Afrojack Remix)"                  | 4:31    |
| 15. | "Satisfaction (Dimitri Vegas & Like Mike Remix)" | 6:39    |